# Michael Dawson (Lost)
Michael Dawson, også kendt under dæknavnnet Kevin Johnson, er en fiktiv karakter i den amerikanske tv-serie Lost. Rollen udfyldes af Harold Perrineau, der har medvirket fra første sæson. Han er Walt Lloyds biologiske far, men har ikke kunne muliggøre sin ønskede tilstedeværelse gennem størstedelen af sønnens 10-årige liv.

## Biografi

### Før flystyrtet
Michael og Susan Lloyd får sammen Walt. Men da forholdet når et ømt bristepunkt og Susan beslutter at udvikle sin karriere i international jura i Amsterdam, flytter Walt væk med sin mor. Michael erfarer gennem en telefonsamtale at Susan i løbet af sit ophold i Holland har fundet en ny kæreste; Hendes chef, Brian Porter. Umiddelbart efter samtalen påkøres Michael og må tilbringe en stund i kørestol, hvor han bruger en betydelig del af sin tid på at tegne billeder til Walt.
Susan og Brian anmoder Michael om at opgive sin forældremyndighed, og parret må gennemgå en psykologisk smertefuld retssag. Susan bekendtgør at hun tror på Michaels sejr, men overtaler ham med succes til at tænke på hvad der i sidste ende vil være bedst for Walt. Michael overdrager sin forældremyndighed til Brian Porter og lader ham adoptere.
Mange år efter dukker Brian en sen aften op i Michaels lejlighed i New York City med nyheden om at Susan som følge af en blodsygdom er afgået ved døden. Brian erkender at han ikke længere ønsker de faderlige rettigheder over Walt og tillader Michael at hente ham i Sydney. Michael har det svært, både med at overtale Walt til at komme med sig, og overhovedet at indstille sig på rollen som far, efter de tabte år. På deres hjemrejse ender de om bord på Oceanic Flight 815.

### Efter flystyrtet

#### Sæson 1
De første mange døgn på øen forløber med at afpudse det gnidningsfulde forhold mellem Michael og Walt. Walt har ikke tiltro eller tillid til sin biologiske far, og det lægger han ikke skjul på.
Få dage efter styrtet angriber Jin-Soo Kwon Michael, angiveligt på grund af et familieur til en værdi af $25.000. Sun-Hwa Kwon afslører overfor Michael at hun kan tale engelsk, hvilket ellers har været skjult for alle andre, sin mand inklusive.
Michael drives til vanvid af de andre overlevendes manglende engagement i at finde hjem. Som følge heraf starter han konstruktionen af en tømmerflåde, men Walt, der i mellemtiden mener at kunne affinde sig med tilværelsen på øen, tror han kan holde Michael tilbage ved at brænde tømmerflåden. Michael får dog samlet motivationen til at bygge en ny, hvorfor Walt indrømmer sin tidligere ugerning.
Problemerne mellem Locke og Michael eskalerer hastigt i kølvandet på Lockes medgøren i Walts hemmeligholdte knivkastetræning. Klimakset opstår, da Locke, efter en ufrivillig samtale med Walt, trues på livet af Michael.
Efter en drikkevandsforgiftning og kraftige diskussioner med andre overlevende, rejser Michael, Walt, Jin og Sawyer af sted på den færdigbyggede tømmerflåde. Til søs sporer de en fremmed båd på radaren, affyrer en medbragt nødhjælpsraket og konfronteres omsider ansigt til ansigt med The Others. De fremmede sprænger tømmerflåden i luften og kidnapper Walt.

#### Sæson 2
Michael og Sawyer driver mod land på resterne af den eksploderede tømmerflåde, og lader ikke deres frustrationer og beskyldninger være tilbageholdte. Så snart de svømmer i land løber Jin råbende ud af skoven, i flugt fra hvad han postulerer er The Others. Michael, Sawyer og Jin slås bevidstløse af den sjældent talende Mr. Eko.
Gruppen, som de finder sig selv tilfangetaget af, er halepartiets overlevende. I forening vandrer de over øen til midtersektionens lejr, umiddelbart efter Michael vender tilbage fra sin forgæves søgen efter Walt.
Tilbage i The Swan får Michael tildelt vagter ved computeren, og trods restriktionen herom indgår han i en chatsamtale med hvem han formoder er Walt. Som reaktion på Walts oplysninger om sit befindende, låser Michael Locke og Jack inde i ammunitionsrummet, for uhindret at indlede tilbagebringelsen af sin længe savnet søn. Da Michael finder The Others' lejr får han tre minutter til at tale med Walt, og det er tilstrækkeligt til at knække ham og han indvilger i at stikke Jack, Hurley, Sawyer og Kate i ryggen. Bea Klugh skriver en liste med deres navne og beder ham bringe dem til en nærmere aftalt lokalitet.
Han bedes også løslade Henry Gale, der holdes som gidsel i Svanen. Sådan som situationen udfolder sig, tvinges han til at skyde både Ana Lucia og Libby. Efter deres begravelse accepterer de fire som ønsket at følge Michael men uden, at han fortæller dem sandheden. Uheldigvis for Michael har Sayid gennemskuet, at han er kompromitteret, og iværksætter derfor et baghold på bagholdet.
Sayid kommer ikke frem i tide, og Michael får lov at sejle hjem sammen med Walt, mens Jack, Sawyer og Kate bringes med The Others. Hurley sendes tilbage til lejren med besked om aldrig at komme til den side af øen igen.

#### Sæson 4
Under dæknavnet "Kevin Johnson," arbejder Michael på Charles Widmores fragtskib. Efter Sayid og Desmond er bragt om bord, genforenes de tre. Michael er Bens "spion om bord på båden" På båden hvor han arbejde som spion afsløre Sayid for kaptajnen, at Michael er en spion. I en båd sejler flere derud (Sun og Jin) til skibet og kravler om bord. Jin opdager sammen med Sayid at der er en kæmpe bunke sprængstof på skibet, der kan detonere når som helst. Michael hjælper dem med at køle bomben ned, men kun i et par minutter. I mellemtiden kommer en helikopter med Jack, Kate, Hurley, Sawyer om bord og de vil tage Sun, Jin, Desmond og Sayid med. Men Jin vil hjælpe Michael nedenunder med bomben. Jin når lige at komme op på dækket da de letter og fragtskibet sprænger i luften. Michael døde den 31. december 2004.

## Trivia
- Det var intentionen at Michael skulle vende tilbage allerede i tredje sæsons finaleafsnit, men på grund af Harolds arbejde på en anden serie lod det sig ikke gøre.

## Fodnoter
1. ↑  Lost: 
"Confirmed Dead" (Sæson 4, afsnit 2). Manuskript af Drew Goddard & Brian K. Vaughan.  Broadcasted første gang på American Broadcasting Company den 7. februar 2008.
2. ↑  Lost: 
"The Other Woman" (Sæson 4, afsnit 6). Manuskript af Drew Goddard & Christina M. Kim.  Broadcasted første gang på American Broadcasting Company den 6. marts 2008.
3. ↑  Lost: 
"Ji Yeon" (Sæson 4, afsnit 7). Manuskript af Edward Kitsis & Adam Horowitz.  Broadcasted første gang på American Broadcasting Company den 13. marts 2008.